# Maestro di Beffi
Il Maestro di Beffi o Maestro del trittico di Beffi (XIV secolo – XV secolo) è stato un pittore, miniatore e scultore italiano, attivo in Abruzzo tra la fine del XIV e gli inizi del XV secolo.
Il nome deriva dalla sua opera principale, il tardo-gotico trittico di Beffi, conservato presso il Museo nazionale d'Abruzzo all'Aquila.

## Biografia

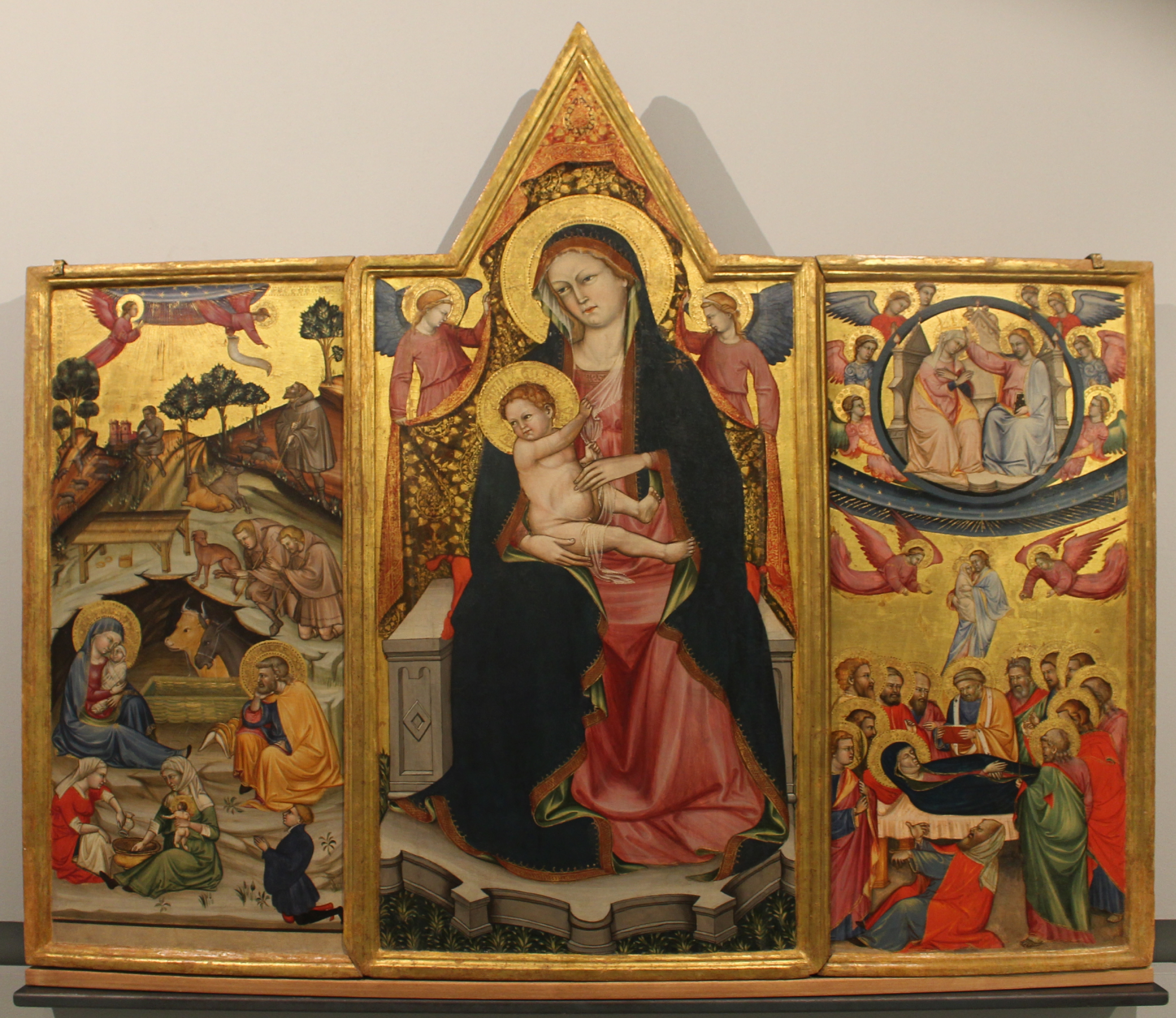
Trittico di Beffi (1410-1416).

Le notizie biografiche sul Maestro di Beffi sono scarne e oggetto di studio. Secondo la storiografia classica, l'artista non fu originario dell'Abruzzo, dove tuttavia operò principalmente, sintetizzando così, in una terra di frontiera, la pittura napoletana e l'arte senese di fine Trecento. Cesare Brandi ne ipotizza un'origine senese e lo definisce «pittore rusticano», influenzato dall'attività di altri due artisti considerati a lui collegati come Taddeo di Bartolo e Martino di Bartolomeo. Ferdinando Bologna ne evidenzia il gusto insieme fiorentino e valenzano, simile a quello di Gherardo Starnina.
Più recentemente, grazie agli studi di Cristiana Pasqualetti, è stata ipotizzata una formazione emiliano-adriatica ed una sovrapposizione con la figura misteriosa del «magister Leonardus de Teramo pictor» (Leonardo da Teramo), pittore d'origine sabina, formatosi nel teramano e poi stabilitosi a Sulmona dal 1385 (ne divenne civis dal 1394); l'ipotesi dimostrerebbe un passaggio dell'artista a Guardiagrele — testimoniata dalle affinità formali tra l'attività di miniatore del Maestro di Beffi e quella di orafo di Nicola da Guardiagrele, che viene indicato come suo allievo a Sulmona — ed infine un trasferimento all'Aquila dove sono le sue opere maggiori e dove, stante gli scritti di Anton Ludovico Antinori, è documentata l'iscrizione «Leonardus de Teramo habitator Sulmone» su un altare dipinto per la chiesa di Sant'Antonio fuori le mura.

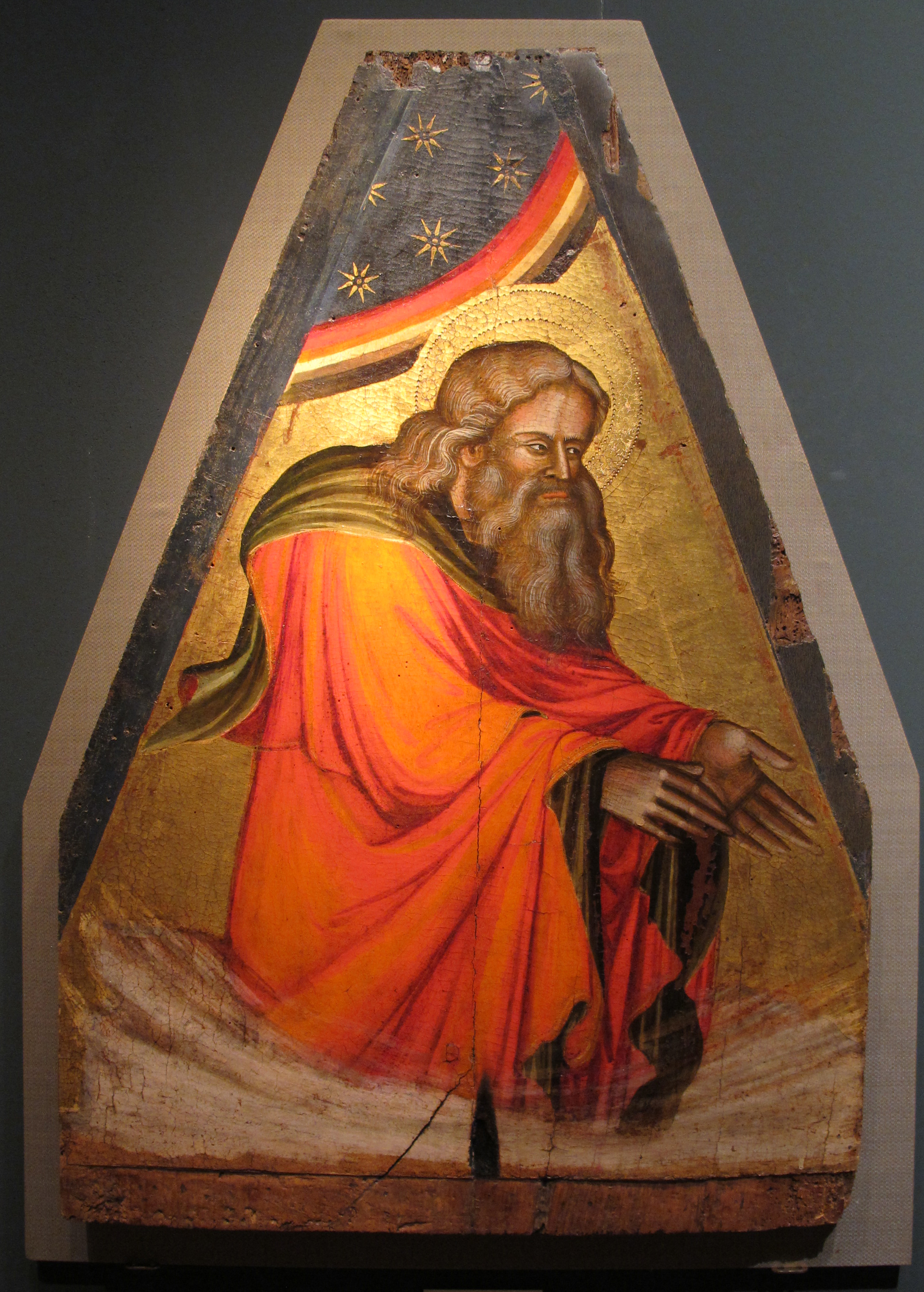
Dio padre (1415 circa).

Il Maestro di Beffi ebbe probabilmente bottega a Sulmona dove si formarono, tra gli altri, il Maestro della Cappella Caldora e Giovanni da Sulmona.
I primi lavori sono datati al 1390-1395 mentre la sua maturazione artistica è relativa all'inizio del XIV secolo. La prima opera a lui collegata è l'Albero delle sette parole realizzato per la chiesa di Santa Maria Paganica all'Aquila. Poco successiva è la decorazione del Missale plenum (detto anche Codice Orsini o, più frequentemente, Messale Orsini) per la chiesa di San Francesco a Guardiagrele.
Tra le sue opere principali vi è il ciclo di affreschi per la chiesa di San Silvestro all'Aquila, di cui oggi rimangono alcuni pregevoli resti nell'abside maggiore della chiesa. È il più antico e il più importante dei cicli pittorici del gotico abruzzese ed è datato tra il 1390 ed il 1420, venendo considerato concluso intorno al 1412. All'opera collaborò anche il già citato Giovanni da Sulmona.
D'incerta datazione — collocato, dalla Pasqualetti, cronologicamente dopo il ciclo di San Silvestro, tra il 1410 e il 1416 — è invece il suo capolavoro, il Trittico di Beffi realizzato per la collegiata di Santa Maria del Ponte, vicino Beffi. Si tratta di un'opera di grande raffinatezza ed altissima qualità, impreziosita dal massiccio uso di oro zecchino e pigmenti naturali. Il trittico è suddiviso in tre scene: la Madonna con Bambino in trono e due angeli reggicortina al centro, la Natività con l'Annunciazione e l'Adorazione dei pastori a sinistra e la Dormitio Virginis con l'Incoronazione a destra. Fino al 1915 il trittico era posto sopra l'altare maggiore della chiesa, da cui fu spostato in seguito al terremoto della Marsica; si trova oggi al Museo nazionale d'Abruzzo all'Aquila.
A questa fase artistica fanno parte anche la cuspide triangolare del Dio Padre e due sculture lignee raffiguranti Sant'Andrea Apostolo e Sant'Antonio Abate, quest'ultime esposte al Museo civico di Sulmona. L'ultima opera a lui attribuita è il pregevole dittico di Sant'Onofrio e Santa Maria Maddalena per la Badia Morronese, forse facente parte di un trittico dedicato a San Pietro Celestino di cui è scomparsa la parte centrale.

## Opere
- 1390 circa: Albero delle sette parole, Museo nazionale d'Abruzzo, L'Aquila;
- 1395: Maddalena in estasi, Collezione Sarti, Parigi
- 1401-1405: Missale plenum (Messale Orsini), Archivio dell'Arcidiocesi di Chieti, Chieti;
- 1412 circa: Affreschi della chiesa di San Silvestro, L'Aquila;
- 1410-1416: Trittico di Beffi, Museo nazionale d'Abruzzo, L'Aquila;
- 1415 circa: Dio Padre, collezione privata;
- 1415 circa: Sant'Andrea Apostolo e Sant'Antonio Abate, Museo civico, Sulmona (AQ);
- 1425: Sant'Onofrio e Santa Maria Maddalena, Museo civico, Sulmona (AQ).

### Annotazioni
1. ↑  Similarmente, l'artista viene talvolta individuato con il nome di Maestro di San Silvestro in virtù del prestigio di un'altra opera a lui attribuita, gli affreschi della chiesa di San Silvestro.
2. ↑  Tale attività costituisce, secondo la Pasqualetti, un'ulteriore conferma della coincidenza tra il Maestro di Beffi e Leonardo da Teramo, vantando proprio la città aprutina una prestigiosa tradizione nel campo della miniatura.

### Fonti
1. 1 2   Ferdinando Bologna, Il Maestro di San Silvestro all'Aquila, Teramo, Cassa di Risparmio della provincia di Teramo, 2001. URL consultato il 1º novembre 2018 (archiviato dall'url originale il 29 novembre 2011).
2. 1 2 3   Francesco Abbate, Storia dell'arte nell'Italia meridionale. Il Sud angioino e aragonese, Roma, Donizelli, 1998,  p. 152, ISBN 88-7989-429-3.
3. 1 2 3 4 5 6 7 8 9 10 11   Regione Abruzzo, Maestro del Trittico di Beffi (PDF), su app.regione.abruzzo.it. URL consultato il 1º novembre 2018.
4. 1 2 3 4 5   Soprintendenza per i Beni Storici e Artistici di Abruzzo e Molise, Maestro del Trittico di Beffi, su sbsae-aq.beniculturali.it. URL consultato il 1º novembre 2018 (archiviato dall'url originale il 3 novembre 2018).
5. ↑   Orlando Antonini, Architettura religiosa aquilana, I, Todi (PG), Tau Editrice, 2001,  p. 253, ISBN 978-88-6244-049-3.
6. ↑   Regione Abruzzo, Affreschi. Chiesa di San Silvestro, su regione.abruzzo.it. URL consultato il 1º novembre 2018 (archiviato dall'url originale il 3 novembre 2018).